# Colonia Ampliación
Colonia Ampliación är en ort i Mexiko.   Den ligger i kommunen Tepetitlán och delstaten Hidalgo, i den sydöstra delen av landet, 90 km norr om huvudstaden Mexico City. Colonia Ampliación ligger 2 023 meter över havet och antalet invånare är 526.
Terrängen runt Colonia Ampliación är kuperad åt nordväst, men åt sydost är den platt. Runt Colonia Ampliación är det ganska tätbefolkat, med 185 invånare per kvadratkilometer. Närmaste större samhälle är Tula de Allende, 15,4 km söder om Colonia Ampliación. Omgivningarna runt Colonia Ampliación är en mosaik av jordbruksmark och naturlig växtlighet.